# Rivière au Tonnerre (rivière Normandin)
Pour les articles homonymes, voir Tonnerre (homonymie).
La Rivière au Tonnerre est un affluent de la rivière Normandin, coulant dans le territoire non organisé du Lac-Ashuapmushuan, dans la municipalité régionale de comté (MRC) de Le Domaine-du-Roy, dans la région administrative du Saguenay-Lac-Saint-Jean, au Québec, au Canada.
La rivière au Tonnerre coule entièrement dans le canton de Ducharme. La foresterie constitue la principale activité économique de cette vallée ; les activités récréotouristiques, en second.
La route 167 (direction Nord-Ouest) reliant Chibougamau à Saint-Félicien (Québec) coupe le milieu du cours de la rivière au Tonnerre. Le chemin de fer du Canadien National longe cette route.
La surface de la rivière au Tonnerre est habituellement gelée du début novembre à la mi-mai, toutefois la circulation sécuritaire sur la glace se fait généralement de la mi-novembre à la mi-avril.

## Géographie

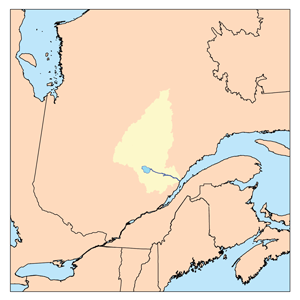
Bassin hydrographique du Saguenay

Les bassins versants voisins de la rivière au Tonnerre sont :
- côté nord : rivière de la Coquille, lac de la Coquille, rivière Boisvert (rivière Normandin), rivière Armitage ;
- côté est : rivière Chaudière (rivière Normandin), ruisseau Atouk, Petite rivière du Chef ;
- côté sud : ruisseau Bouteroue, rivière Normandin, lac Poutrincourt, rivière Marquette Ouest ;
- côté ouest : lac Nicabau, lac Rohault, lac Bouteroue, rivière Boisvert (rivière Normandin).

La rivière au Tonnerre prend naissance à l'embouchure du « lac de l’Île Ronde » (longueur : 2,8 km ; largeur : 0,5 km ; altitude : 406 m) situé dans le canton de Ducharme. L’embouchure de ce lac de tête est située à :
- 5,2 km au nord-est du lac Nicabau ;
- 9,1 km au nord de l’embouchure de la « rivière au Tonnerre » (confluence avec la rivière Normandin) ;
- 23,4 km au sud-est des lacs Obatogamau ;
- 32,1 km au nord-ouest de l’embouchure de la rivière Normandin (confluence avec le lac Ashuapmushuan) ;
- 152,8 km au nord-ouest de l’embouchure de la rivière Ashuapmushuan (confluence avec le lac Saint-Jean).

À partir de l'embouchure du lac de l’Île Ronde, la « rivière au Tonnerre » coule sur 12,6 km, selon les segments suivants :
- 2,3 km vers le sud-ouest, jusqu’à la décharge (venant du Nord-Ouest) des lacs du Crouton, à l’Ourson, du Bannock, Astier et Carei ;
- 2,7 km vers le sud-est, jusqu’à la décharge (venant du Sud-Est) du lac Wilfrid ;
- 2,8 km vers le sud-ouest, jusqu’à la route 167 ;
- 2,1 km vers le sud en coupant le chemin de fer du Canadien National, puis en traversant sur 1,6 km le lac Harquail (longueur : 2,3 km ; altitude : 392 m), jusqu’à son embouchure ;
- 2,7 km vers le sud en traversant le lac Verreault (altitude : 389 km) sur sa pleine longueur, jusqu’à son embouchure. Note : Ce lac est aussi alimenté par la décharge (venant du Nord-Est) des lacs Jacques-Drouin, Guitare et Hassels[2].

La confluence de la rivière au Tonnerre avec la rivière Normandin est située à :
- 1,0 km au nord-est de l’embouchure du lac Nicabau lequel est traversé par la rivière Normandin ;
- 26,0 km au sud-ouest de l’embouchure de la rivière Normandin (confluence avec le lac Ashuapmushuan) ;
- 147,8 km à l’ouest de l’embouchure de la rivière Ashuapmushuan (confluence avec le lac Saint-Jean) ;
- 186,7 km au nord-ouest de l’embouchure du lac Saint-Jean (confluence avec la rivière Saguenay).

La rivière au Tonnerre se déverse au fond d’une petite baie sur la rive nord de la rivière Normandin, soit en aval du barrage à l’embouchure du lac Nicabau. De là, le courant descend vers le sud-est la rivière Normandin sur 38,7 km, jusqu’à la rive nord-ouest du lac Ashuapmushuan. Puis, le courant emprunte le cours de la rivière Ashuapmushuan qui se déverse à Saint-Félicien (Québec) sur la rive ouest du lac Saint-Jean.

## Toponymie
Le terme « Normandin » constitue un patronyme de famille d’origine française.
Le toponyme « Rivière au Tonnerre » a été officialisé le 8 juin 1971 à la Commission de toponymie du Québec.